# ギヨーム・ジレ
ギヨーム・ジレ（Guillaume Gillet, 1984年3月9日 - ）は、ベルギー・リエージュ出身の元サッカー選手。現役時代のポジションは右サイドハーフ、セントラル・ミッドフィールダー及び右サイドバック。

## 経歴

### クラブ

#### 初期
自宅から近郊にあるRFCリエージュの下部組織でキャリアを開始したジレは、2002年にトップチームへの昇格を果たし、2004年まで在籍する。リエージュが3部から4部へ降格したことに伴い、2部のRCSヴィゼに移籍して1シーズン過ごし、次の1シーズンを同2部のKASオイペンで過ごした。
オイペンでの活躍から注目を集め、2006年4月3日にKAAヘントとの契約を勝ち取って国内最高の舞台ジュピラーリーグでプレーする機会を得る と、ベルギー代表初出場を飾る程までに活躍し、それから1年半後の2008年1月7日に移籍金200万ユーロで国内の3大クラブの1つであるRSCアンデルレヒトと契約した。

#### アンデルレヒト
アンデルレヒトでは、対戦相手や同僚の出場停止などの様々な状況に合わせ、時にはミッドフィールダーとして、時にはディフェンダーとして様々な役割をこなしてチームに貢献し、2008年5月18日の古巣ヘントとの国内カップ決勝戦でムバラク・ブスファのバックヒールパスから決勝点を挙げてキャリア初のタイトル獲得を引き寄せた。
2008-09シーズンは、ミッドフィールダーの主力としてプレーし、リーグ戦の半ばまでで得点首位となる7得点を挙げる活躍を見せる中、2008年12月にクラブと2013年6月まで長期の契約延長を締結する 等、充実したシーズンを過ごしていたが、ライバルのスタンダール・リエージュとの優勝決定戦に破れてリーグ優勝を逃した。翌2009-10シーズンは、2009年10月にマルチン・ヴァシレフスキが重傷により離脱して以降、右サイドバックへ主戦場を移してシーズン全体を戦った。
2009-10シーズンを最後にタイトルを逃す困難なシーズンを過ごした後、2011-12シーズンから右サイドハーフの役割に戻ると、リーグ戦で11得点、UEFAヨーロッパリーグ 2011-12で5得点を挙げる過去最高のパフォーマンスを見せるジレに対してガラタサライSKを始めとした国外のクラブから関心を寄せられた。これをアンデルレヒト側に拒否されたものの、その代わりに2013年までとなっていた現行の契約を2016年まで延長させることに成功、その1ヶ月後の2012年3月に第一子を授かる 等、充実の一途を辿っていくと、5月6日のクラブ・ブルッヘとのプレーオフで試合終了間際に重要なペナルティーキックを決め、チームの優勝に貢献し有終の美を飾った。それから1週間後に発表されたヨーロッパリーグのベストイレブンに、チームはベスト32で敗退したにもかかわらず、驚くべくことに右サイドバックのポジションで選出された。
2012-13シーズン開幕前の2013年7月16日にジョン・ファン・デン・ブロム監督から退団したルーカス・ビリアに代わり、新主将に任命される。7月22日のスポルティング・ロケレンとのスーパーカップで決勝点を挙げる。
2014-15シーズンはリーグ・アンのSCバスティアに期限付き移籍し、初めて国外でプレーした。

#### ナント
2015年12月28日にFCナントと2年半の契約を結んだことが発表され、年明けから再びフランスでプレーすることとなった。

#### オリンピアコス
2017年8月7日、アンデルレヒト所属時のコーチ、監督だったベスニク・ハシが監督を務めているギリシャのオリンピアコスFCに2年契約で移籍した。

#### ランス
2018年8月2日、リーグ・ドゥのRCランスに2年契約で移籍した。

#### シャルルロワ
2020年7月、シャルルロワSCに移籍した。

#### ワースラント＝ベフェレン
2022年1月12日、ワースラント＝ベフェレンに移籍した。

### 代表
U-21代表では、右サイドバックの選手としてジャン＝フランソワ・ドゥ・サール（en）監督によってU-21欧州選手権2007の一員に選出されるも出番はなく、開幕前の練習中にスティーヴ・コルパールト（en）を負傷させる後味悪いものだった。
2007年10月5日にEURO2008予選のフィンランド戦とアルメニア戦に向けてA代表に初招集され、2012年9月11日のクロアチア戦で初得点を挙げた。

## タイトル
RSCアンデルレヒト
- ジュピラー・プロ・リーグ : 2009-10, 2011-12, 2012-13, 2013-14
- ベルギーカップ : 2007-08
- ベルギー・スーパーカップ : 2010, 2012, 2013